# كشمش (سمام)
کشمش (بالفارسية: کشمش) هي منطقة سكنية تقع في إيران في غيلان. يقدر عدد سكانها بـ 27 نسمة .